# Nagelviool

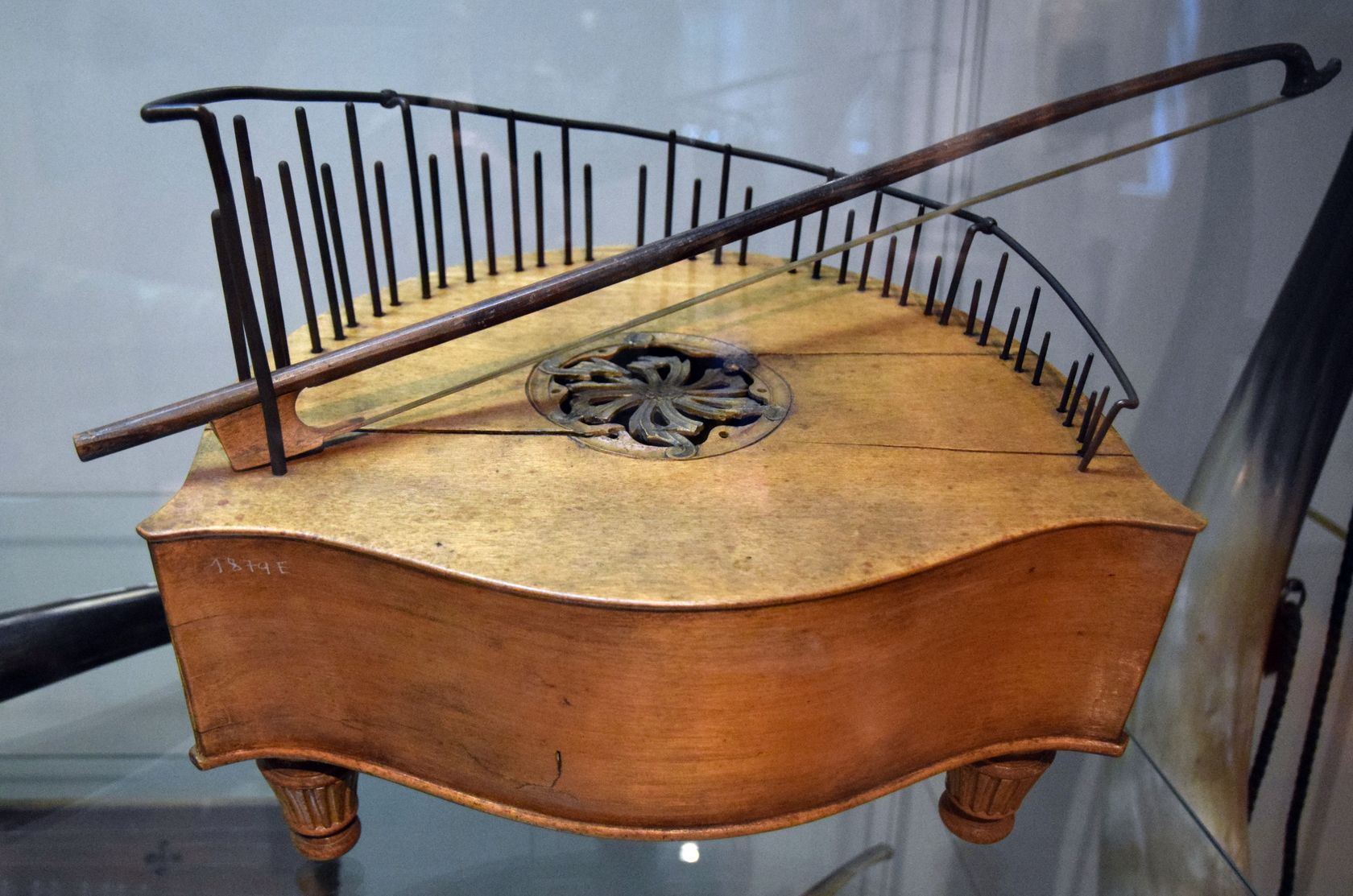
Nagelviool

Een nagelviool (ook wel nagelharmonica genoemd) is een uitvinding uit 1744 van violist Johann Wilde uit Petersburg.
Het muziekinstrument is opgebouwd uit een aantal op toonhoogte gestemde metalen pennen (nagels) die rondom een houten klankkast zijn vastgemaakt. Het instrument wordt met een (viool)strijkstok bespeeld, door de pinnen aan te strijken. De nagelviool geeft een hoge toon af.
De oudste nagelviool was vermoedelijk uitgerust met negen pennetjes en bevindt zich in Eisenach in het Bachhuis. Normaal werden 37 pennen gebruikt, en in New York is een instrument aanwezig met 66 pennen. De klankkast is meestal half- tot heelrond. Het is onmogelijk exact vast te stellen wat de oorspronkelijke vorm van het instrument was. Er zijn slechts weinig exemplaren bewaard gebleven. In het Nordiska Museum in Zweden is nog een instrument aanwezig uit 1792.

## Varianten
Er is een type nagelviool dat naast de pennen ook meetrillende snaren kende. Dit instrument had 49 pennen. De ontwikkeling van dit instrument voert terug naar de Boheemse bouwer Senal en het instrument is bekend onder de naam Violino harmonico of Violino-Harmonika. Een dergelijk instrument is in elk geval gedocumenteerd op concertreizen door Duitsland bespeeld.
De originele snaarloze vorm werd in 1912 onder de naam Duolon herbouwd, waarbij de pennen stembaar werden door toevoeging van een verstelbare schroef aan de klankstaafjes.